# Betula fargesii
Betula fargesii — вид квіткових рослин з родини березових (Betulaceae). Росте у Китаї.

## Біоморфологічна характеристика
Це багатостовбурний кущ чи розлоге дерево до 15 м заввишки. Кора темно-сіра. Гілочки коричневі, слабо запушені. Листкова ніжка  4–6 мм, запушений. Листова яйцювата чи яйцювато-ланцетна, 4.5–6 × 2.5–4.5 см; абаксіально (низ) ворсинчаста вздовж жилок, адаксіально розкидано волосиста, край нерівномірно та подвійно гострий пилчастий, верхівка гостра чи загострена. Жіночі суцвіття яйцюваті чи яйцювато-видовжені, 1–1.5 × 0.5–1.5 см. Горішок обернено-яйцюватої форми, запушений, з дуже вузькими крилами.

## Поширення й екологія
Поширення: пд.-цн. Китай (Хубей, Чунцин). Зростає на висотах від 1500 до 2600 метрів. Росте в широколистяних лісах або заростях на вершинах пагорбів.